# Progonochaetus
Progonochaetus is een geslacht van kevers uit de familie van de loopkevers (Carabidae). De wetenschappelijke naam van het geslacht is voor het eerst geldig gepubliceerd in 1938 door J. Muller.

## Soorten
Het geslacht Progonochaetus omvat de volgende soorten:
- Progonochaetus aeruginosus (Dejean, 1829)
- Progonochaetus angolanus (Basilewsky, 1946)
- Progonochaetus approximatus (H.Kolbe, 1897)
- Progonochaetus arnoldi (Basilewsky, 1948)
- Progonochaetus atrofuscus (Fairmaire, 1869)
- Progonochaetus atroviridis (Fairmaire, 1869)
- Progonochaetus bamboutensis (Basilewsky, 1948)
- Progonochaetus basilewskyi Noonan, 1973
- Progonochaetus bicoloripes (Burgeon, 1936)
- Progonochaetus brittoni (Basilewsky, 1946)
- Progonochaetus caffer (Boheman, 1848)
- Progonochaetus chevalieri (Basilewsky, 1946)
- Progonochaetus cookei (Basilewsky, 1953)
- Progonochaetus cursorius (Dejean, 1831)
- Progonochaetus decorsei (Basilewsky, 1948)
- Progonochaetus dilatatus (Klug, 1853)
- Progonochaetus discrepans (Basilewsky, 1946)
- Progonochaetus eburneus (Basilewsky, 1950)
- Progonochaetus gabonicus (Basilewsky, 1946)
- Progonochaetus inchoatus (P?ringuey, 1908)
- Progonochaetus incrassatus (Boheman, 1848)
- Progonochaetus indicus Kataev, 2002
- Progonochaetus jeanneli (Basilewsky, 1946)
- Progonochaetus jocquei Facchini, 2005
- Progonochaetus kafakumbae (Basilewsky, 1949)
- Progonochaetus kapangae (Burgeon, 1936)
- Progonochaetus laeticolor (Chaudoir, 1876)
- Progonochaetus laevistriatus Sturm, 1818
- Progonochaetus limbatus (Quedenfeldt, 1883)
- Progonochaetus merus (Basilewsky, 1949)
- Progonochaetus moestus (Chaudoir, 1878)
- Progonochaetus nigricrus (Dejean, 1829)
- Progonochaetus obscuripes (Laferte-Senectere, 1853)
- Progonochaetus obtusus (Basilewsky, 1946)
- Progonochaetus ochropus (Dejean, 1829)
- Progonochaetus piceus (Dejean, 1829)
- Progonochaetus planicollis (Putzeys, 1880)
- Progonochaetus prolixus (Basilewsky, 1948)
- Progonochaetus pseudochropus (Kuntzen, 1919)
- Progonochaetus punctibasis Facchini, 2003
- Progonochaetus rudebecki (Basilewsky, 1946)
- Progonochaetus sakalava (Jeannel, 1948)
- Progonochaetus sciakyi Facchini, 2003
- Progonochaetus seyrigi (Jeannel, 1948)
- Progonochaetus straneoi (Basilewsky, 1949)
- Progonochaetus subcupreus (Chaudoir, 1876)
- Progonochaetus vagans (Dejean, 1831)
- Progonochaetus voltae (Basilewsky, 1948)
- Progonochaetus xanthopus (Dejean, 1829)